# Луцій Елій Ламія (консул 3 року)
Луцій Елій Ламія (лат. Lucius Aelius Lamia; ? — 33 рік) — давньоримський політик, консул 3 року н. е. з відомого плебейського роду Еліїв.

## Політична діяльність
На посаді консула став довіреною особою імператора Тиберія, під чиїм командуванням служив командиром легіону в Германії (з 4 по 6 рр. та з 10 по 11 рр.). Пізніше став легатом Германії (6-8 рр.), Паннонії та проконсулом Африки (15-16 рр.). Тиберій двічі призначав Луція Елія імперським легатом: у 19 р. в Африці, а в 22 р. в Сирії. Проте після останнього призначення Луцію Елію так і не вдалося поїхати до Сирії, бо імператор Тиберій, після смерті свого єдиного сина, передав управління імперією префекту преторіанців Сеяну. В останній рік свого життя, 33 р. н. е., служив префектом Риму (лат. praefectus urbi).
Також Луцій Елій Ламія був членом Колегії децемвирів.

## Родина
Елії Ламія були за часів Августа заможною родиною зі стану вершників. Батьком його був Луцій Елій Ламія, легат Августа пропретор — управитель провінцією за часів принципата.
Наразі невідомо, чи існував зв'язок між Луцієм Елієм Ламією та Туберонами, гілкою родини Еліїв.